# Yasuní-ITT-Initiative
Die Yasuni-ITT-Initiative war eine politische Initiative des Staates Ecuador mit dem Ziel, die Emissionsreduktion durch die Nichtausbeutung fossiler Brennstoffe, den Schutz der Artenvielfalt und soziale Entwicklung im Yasuni-Nationalpark voranzutreiben.
2007 hatte die ecuadorianische Regierung vorgeschlagen, das Erdölvorkommen des ITT-Feldes (benannt nach den drei bei Probebohrungen entdeckten Ölquellen Ishpingo, Tambococha und Tiputini) im Nationalpark Yasuní für immer unter der Erde zu belassen, um die einzigartige Biologische Vielfalt zu erhalten und die nicht kontaktierten indigenen Völker, die in diesem Gebiet leben, zu respektieren. Als Gegenleistung verlangte die Regierung einen internationalen solidarischen Ausgleichsbetrag, der mindestens 50 % des entgangenen Umsatzes abdecken sollte. Im August 2010 schloss Ecuador ein entsprechendes Abkommen mit der Organisation der Vereinten Nationen. Für den Verzicht Ecuadors auf die Exporteinnahmen sollten Industrienationen Kompensationszahlungen leisten, die rund die Hälfte der Einnahmen ausmachten, die Ecuador durch den Verkauf der geschätzten 850 Millionen Barrel Erdöl erzielen könnte. Das Geld sollte in einen UNO-Treuhandfonds fließen. 2013 scheiterte die Initiative, da die erwarteten finanziellen Mittel ausblieben.

## Hintergrund
Mit der Erdölförderung im Amazonasgebiet Ecuadors wurde 1967 begonnen und dabei kaum Rücksicht auf die Natur oder die indigenen Völker der Region genommen. Die Yasuní-ITT-Initiative ist ein radikaler politischer Wechsel (turning point), der der Nutzung alternativer erneuerbarer Energiequellen, dem nachhaltigen Management der natürlichen Ressourcen und dem Schutz der Menschenrechte der nicht kontaktierten Völker Vorrang einräumt. Diese Anstrengung braucht internationale Unterstützung und Solidarität für neue Optionen nachhaltiger und partizipativer Entwicklung.
Die neue Verfassung, die beinhaltet, dass die Förderung nicht erneuerbarer natürlicher Ressourcen wie Erdöl in Schutzgebieten verboten wird, wurde um September 2008 verabschiedet. Die gesamte Förderung aus der Zeit davor war also nicht dieser Beschränkung unterlegen. Die Umsetzung und Entwicklung der Richtlinie ist seit dem Scheitern der ITT-Initiative und dem Regierungswechsel 2017 wieder offen.

## Inhalt
- Vermeidung von 407 Mio. Tonnen CO2-Emissionen in die Erdatmosphäre. Somit sollte eine neue Modalität zur Vermeidung von Treibhausgasemissionen entstehen. Außerdem würden Erdöl- und Gasvorkommen in sozial und ökologisch hochsensiblen Gebieten in Entwicklungsländern in der Erde belassen.
- Erhalt des außerordentlichen Reichtums an biologischen Arten im von der UNESCO als weltweit einzigartig anerkannten Nationalpark Yasuní sowie in den restlichen 39 Schutzgebieten und in den indigenen und afro-ecuadorianischen Territorien Ecuadors; diese umfassen eines der größten Reservoirs biologischer Vielfalt weltweit.
- Respekt vor den indigenen Kulturen der nicht kontaktierten Völker des Nationalparks Yasuní.
- Soziale Entwicklung in den Einflussgebieten des Projekts mit Gesundheits- und Bildungsprogrammen und nachhaltigen Arbeitsplätzen.
- Unterstützung für den Übergang Ecuadors von einer auf Erdölförderung basierenden extraktiven Wirtschaft zu einem nachhaltigen Entwicklungsmodell mit breitangelegter Nutzung erneuerbarer Energiequellen, Respekt vor der Artenvielfalt und sozialer Gleichberechtigung. In den nächsten 30 Jahren werden 1 Mrd. Tonnen CO2-Emissionen vermieden und vermindert durch den Erhalt der Ökosysteme, Wiederaufforstung und Entwicklung sauberer Energiequellen.

Ecuador war darum bemüht, die bestehende Politik zu ändern und in der neuen Verfassung (Art. 407) der Correa-Administration von 2008 sind außer in Ausnahmefällen Förderungsmaßnahmen in Schutzgebieten verboten. Mit der Yasuní-ITT-Initiative sollte eine solide finanzielle und institutionelle Grundlage für einen wirksamen und dauerhaften Schutz dieser Gebiete geschaffen werden. Außerdem wurde nicht ein Ausgleich, sondern ein Solidaritätsbeitrag für gemeinsame internationale Ziele im Rahmen der Bekämpfung des Klimawandels, Erhalts der Artenvielfalt und nachhaltigen menschlichen Entwicklung gefordert.

## Bedeutung
Die Initiative war einzig in ihrer Art, da sie drei grundsätzliche Ziele vereinte: Reduzierung der Emissionen durch die Nichtausbeutung fossiler Brennstoffe, Schutz der Artenvielfalt und soziale Entwicklung. Die Vorschläge der übrigen oben erwähnten Länder konzentrieren sich bis heute auf den Schutz der Tropenwälder durch den REDD-Mechanismus (Reduced Emissions from Deforestation and Degradation), mit dem sie einen finanziellen Ausgleich für die Verringerung der Entwaldung mit gleichzeitigem Schutz der Artenvielfalt und Vermeidung von Emissionen anstreben. Einige Vorschläge beziehen zudem Erstaufforstung, Wiederaufforstung, agrowaldwirtschaftliche Maßnahmen, sowie den Schutz indigener Völker mit ein. Der ecuadorianische Vorschlag war der einzige, der die vier erwähnten Dimensionen (Nichtausbeutung fossiler Treibstoffe, Entwicklung alternativer Energien, Schutz der Artenvielfalt und der indigenen Völker, sowie gleichberechtigte Entwicklung) abdeckte und vereinte.
Die Vorschläge der erwähnten Länder greifen stets auf bestehende Mechanismen wie CDM (Clean Development Mechanism) oder REDD oder den freiwilligen Emissionshandel zurück. Die ITT-Initiative suchte neue Schutzmaßnahmen, die über das Kyoto-Protokoll hinausgehen.

## Vorgehen
Auch die Bürger werden bei der Ausarbeitung der Initiative und in die Entscheidung über die zu finanzierenden Projekte mit einbezogen. Die Initiative selbst hatte mehrere Etappen:
Die erste zielte darauf ab, internationale Akzeptanz für diesen innovativen Vorschlag zu gewinnen.
Die zweite war die Sicherstellung der politischen Unterstützung der ecuadorianischen Gesellschaft. Hierfür war Folgendes vorgesehen:
- Landesweite Verbreitung der Initiative in diversen gesellschaftlichen Sektoren (indigene und afro-ecuadorianische Gemeinschaften, Akademiker, Produktion, Gebietskörperschaften), um ihre Unterstützung und aktive Mitwirkung zu erreichen
- Erarbeitung von Mechanismen, damit ecuadorianische Staatsbürger finanziell zur Initiative beitragen können.
- Konsultationen mit indigenen Amazonasvölkern, um die Befriedigung der Bedürfnisse der nicht kontaktierten Völker sicherzustellen, ohne dabei die selbst auferlegten Isolierungsbedingungen der Tagaeri und Taromenane anzutasten.
- Schaffung einer Bürgeraufsicht mit Vertretern aus verschiedenen gesellschaftlichen Gruppen, deren Aufgabe es ist, für die Einhaltung der durch die Initiative eingegangenen Verpflichtungen zu sorgen.
- Ernennung eines Vertreters der Zivilgesellschaft, der im Vorstand des internationalen Treuhandfonds mitwirkt.
- Förderung der Kommunikation und Vernetzung mit Bürgern der gesamten Welt, die in ihren Ländern diese Initiative unterstützen wollen.

## Scheitern der Initiative
Am 16. August 2013 verkündete Ecuadors Präsident Rafael Correa in einer Fernsehansprache, dass die ITT-Blöcke für Ölbohrungen freigegeben werden. Er begründete dies mit dem Scheitern der internationalen Gemeinschaft, die erwarteten finanziellen Mittel bereitzustellen. Zum Zeitpunkt der Verkündung seien nur etwa 335 Millionen Dollar zugesagt und lediglich 13,3 Millionen tatsächlich eingezahlt worden. Die eingezahlten Beiträge sollen nun zurückgezahlt werden. Anfang Oktober 2013 stimmte das Parlament mit 108 gegen 25 Stimmen dem Regierungsvorschlag zu, die Ölbohrungen unter Auflagen zu erlauben.

## Unterstützung
Das Projekt wurde öffentlich von verschiedenen international anerkannten Persönlichkeiten unterstützt, u. a. Desmond Tutu, Rigoberta Menchú, Jody Williams und Muhammad Yunus, Friedensnobelpreisträger; Rita Levi Montalcini, Nobelpreisträgerin in Physiologie und Medizin; des ehemaligen Staatspräsidenten Michail Gorbatschow (ehem. UdSSR), Felipe González (Spanien), Fernando Henrique Cardoso (Brasilien), Ricardo Lagos (Chile); Prinz Charles (Großbritannien) und Danielle Mitterrand (Leiterin der Stiftung France Libertés). Außerdem hatte der Deutsche Bundestag die Initiative zu Beginn förmlich – mit der einstimmigen Unterstützung aller dort vertretenen Parteien – gutgeheißen; ebenso die Europäische Union und andere internationale Organisationen wie u. a. das Umweltprogramm der Vereinten Nationen (UNEP), die Organisation erdölexportierender Länder (OPEC), die Andengemeinschaft (CAN), die Andean Development Corporation (CAF), die Organisation Amerikanischer Staaten (OAS) sowie zivilgesellschaftliche Organisationen wie die International Union for Conservation of Nature (IUCN).

## Bezüge der Yasuní-ITT-Initiative zu Deutschland
Sowohl deutsche staatliche Organisationen, wie auch zahlreiche NGOs haben Kontakte zur Yasuní-ITT-Initiative.
Nachdem das deutsche Bundesministerium für wirtschaftliche Zusammenarbeit und Entwicklung unter Heidemarie Wieczorek-Zeul bis 2009 das Projekt noch öffentlich unterstützt hatte und auch eine finanzielle Beteiligung in Aussicht gestellt hatte, wurde dieser Unterstützung 2010 unter dem neuen Entwicklungsminister Dirk Niebel offiziell eine Absage erteilt.
Am 4. Juli 2011 wurde eine Online-Petition eingereicht, welche die Unterstützung des Projekts durch die deutsche Bundesregierung als Ziel hat.
Die Regenwaldschutz-Stiftung OroVerde erklärte 2012 ebenfalls ihre Unterstützung der Initiative öffentlich. Allerdings wies OroVerde auch auf einige Schwächen hin, die für die Organisation darin lägen, dass die Initiative sich nur auf einen kleinen Teil des Nationalparks und seiner Ölressourcen bezöge. Außerdem sei die Wertbemessung des Waldes anhand des Ölpreises kein geeignetes Mittel. OroVerde forderte daher, die Initiative Yasuní-ITT zu fördern – verbunden mit klaren Anforderungen zur Beseitigung der genannten Schwächen.

## Ein replizierbares Modell?
Mit dem Vorschlag der unbefristeten Nichtförderung fossiler Brennstoffvorkommen in ökologisch und/oder kulturell sehr fragilen Gebieten, eröffnete die Yasuní-ITT-Initiative eines Mechanismus zur Verhinderung von Treibhausgasemissionen mit Beteiligung der Entwicklungsländer.
Die Länder, die für diesen neuen Mechanismus in Frage kommen, sollten folgende Bedingungen erfüllen:
- Sie sollten zu den Entwicklungsländern zählen. Ein höchst attraktiver Aspekt dieses Mechanismus ist, dass gleichzeitig drei Ziele verfolgt werden: Bekämpfung des Klimawandels, Schutz der Artenvielfalt und Bekämpfung der Armut und der Ungleichheit. Die Initiative fördert nachhaltige Entwicklung.
- Es sollte sich um Megadiversityländer zwischen dem nördlichen und dem südlichen Wendekreis handeln, wo sich die größte Konzentration tropischer Wälder befindet. In diesen Ländern befindet sich die weltweit größte biologische Artenvielfalt.
- Sie sollten über große Vorkommen fossiler Brennstoffe in biologisch und kulturell hochsensiblen Gebieten verfügen.

Unter den Ländern, die gleichzeitig diese Bedingungen erfüllen, befinden sich: Bolivien, Brasilien, Kolumbien, Demokratische Republik Kongo, Ecuador, Indien, Indonesien, Guatemala (sehr aktuell: Laguna del Tigre Projekt), Madagaskar, Malaysia, Papua-Neuguinea, Peru, Philippinen und Venezuela. Das Umweltprogramm der Vereinten Nationen (UNEP) hat 19 Länder der Welt als megadivers gelistet.